# Bojan Vogrinc
Bojan Vogrinc, slovenski častnik, * 28. oktober 1964, Ptuj.

## Vojaška kariera
- vodja oddelka za pritožbe in notranjo zaščito in pomoč policistom v Uradu generalnega direktorja policije GPU (2002–)
- poveljnik, 760. artilerijski bataljon Slovenske vojske (1. februar 1996–2001)
- povišan v podpolkovnika (14. maj 2002)
- povišan v polkovnika

## Odlikovanja in priznanja
- srebrna medalja generala Maistra (8. maj 2002)
- srebrni znak Centra za doktrino in razvoj (8. avgust 2006)